# Lamelligomphus chaoi
Lamelligomphus chaoi là loài chuồn chuồn trong họ Gomphidae. Loài này được Zhu miêu tả khoa học đầu tiên năm 1999.